# Die Presse
Die Presse( дос. ’Штампа’) су дневне новине на немачком језику са седиштем у Бечу, Аустрија . 

## Историја и профил
Ноовине су почеле излазити 3. јула 1848. за вријеме Револуције 1848. под вођством Августа Цанга. Лист је забрањен након Аншлуса Аустрије, али су након Другого свјетског рата наставиле са радом. 
„Пресе” се дуго борио за финансијски опстанак, све док током шездесетих година прошлог века Привредна комора Аустрије није постала главни акционар. Од 1999. године је у власништву Стириа Медиен АГ,  конзервативно-либералне медијске групе коју је основала Католичка црква . Његов издавач је Дие Прессе Верлаг ГмбХ. 
Политичка позиција листа може се описати као класично либерална, са јаким нагласком на економији слободног тржишта и њеним неокорпоративистичким тенденцијама. Стога је у супротности са другим квалитетним аустријским новинама, укључујући конзервативнији Виенер Зеитунг и социјално-либерални Дер Стандард . Нагласак је стављен на револуције из 1848. као почетак његове традиције као либералног листа, цитирајући га у свом слогану „ Слободан од 1848. године “. Упркос својој либералној оријентацији на слободно тржиште, Карл Маркс и Фридрих Енгелс написали су серију чланака о америчком грађанском рату за овај лист раних 1860-их, који су касније сакупљени у књигу Грађански рат у Сједињеним Државама .